# Lista chorążych reprezentacji Erytrei na igrzyskach olimpijskich
Lista chorążych reprezentacji Erytrei na igrzyskach olimpijskich – lista zawodników i zawodniczek reprezentacji Erytrei, którzy podczas ceremonii otwarcia nowożytnych igrzysk olimpijskich nieśli flagę Erytrei.

## Chronologiczna lista chorążych
| Lp. | Rok i miejsce        | Chorąży              | Dyscyplina            |
| --- | -------------------- | -------------------- | --------------------- |
| 1   | 2000, Sydney         | Nebiat Habtemariam   | Lekkoatletyka         |
| 2   | 2004, Ateny          | Yonas Kifle          | Lekkoatletyka         |
| 3   | 2008, Pekin          | Simret Sultan        | Lekkoatletyka         |
| 4   | 2012, Londyn         | Weynay Ghebresilasie | Lekkoatletyka         |
| 5   | 2016, Rio de Janeiro | wolontariusz         |                       |
| 6   | 2018, Pjongczang     | Shamon-Ogbani Abeda  | Narciarstwo alpejskie |
| 7   | 2020, Tokio          | Nazret Weldu         | Lekkoatletyka         |
| 7   | 2020, Tokio          | Ghirmai Efrem        | Pływanie              |